# موغنس ماشون
موغنس ماشون (بالدنماركية: Mogens Machon)‏ هو لاعب كرة قدم دنماركي، ولد في 7 أكتوبر 1934. لعب مع Brønshøj Boldklub ‏.

## وصلات خارجية
- موغنس ماشون على موقع قاعدة بيانات كرة القدم.إي يو (الإنجليزية)
- موغنس ماشون على موقع عالم كرة القدم.نت (الإنجليزية)